# Pietro Antonio Mattei
Pietro Antonio Mattei, talvolta riportato come Pier Antonio o Pierantonio (Roma, 1475 circa – Roma, 1528), è stato un nobile, imprenditore e politico italiano.
Membro della nobiltà romana e uno dei più grandi proprietari terrieri e commercianti di bestiame della Roma della sua epoca, è considerato il capostipite del cosiddetto ramo di Paganica (dal nome del feudo che i suoi discendenti acquisiranno) della famiglia Mattei.

## Origini e famiglia
Pietro Antonio Mattei nacque attorno al 1475, secondogenito di Ludovico I Mattei e Giovanna Capodiferro, sua seconda moglie.
Nel 1490, sposò in giovanissima età la cugina Antonina di Federico Capodiferro, che gli portò in dote una parte della tenuta di Campo Salino (nell'attuale comune di Fiumicino). Dal loro matrimonio nacquero sei figli: quattro maschi (Vincenzo, Giacomo, Giovanni Battista e Ludovico) e due femmine (Virginia e Lavinia).

## Attività economica
Il 2 luglio 1508, suo padre Ludovico lo rese capo de facto dell'azienda di famiglia, regalandogli il diritto di possedere beni a proprio nome come ricompensa per la sua dedizione e competenza nella gestione degli affari.
Nel 1513, alla morte del padre, Pietro Antonio e suo nipote Ciriaco (figlio di suo fratello maggiore Saba, morto precocemente nel 1497) furono nominati congiuntamente eredi universali del suo patrimonio. I due, tuttavia, non avendo la medesima versatilità imprenditoriale di Ludovico, si accordarono per spartire le attività economiche in maniera chiara e concordata: al ramo di Saba e Ciriaco (da cui discenderanno i futuri duchi di Giove) andarono le attività finanziarie e creditizie, mentre a Pietro Antonio e ai suoi discendenti spettarono le attività di investimento fondiario e del commercio di capi di bestiame. Entrambi, inoltre, ottennero parte degli immobili acquisiti da Ludovico nel rione Sant'Angelo, nell'area che sarebbe diventata nota come Insula Mattei.

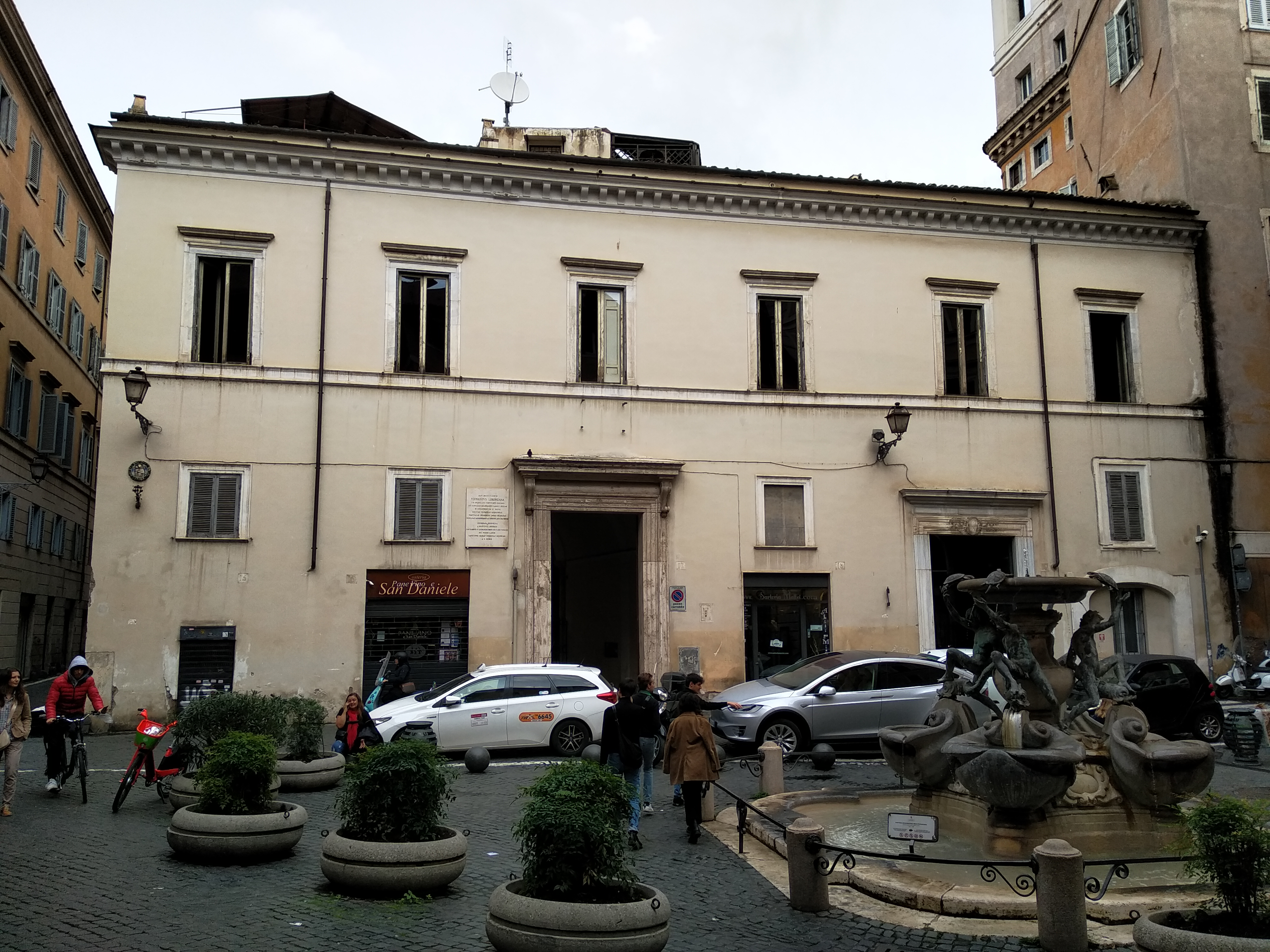
Palazzo di Giacomo Mattei, il cui nucleo originale fu realizzato da Pietro Antonio

Nel corso degli anni, espanse progressivamente le sue proprietà sia immobiliari che fondiarie: nel primo caso acquistando altri edifici contigui ai propri per poi rinnovarli e riorganizzarli in una residenza nobiliare più propriamente detta (residenza che, dopo gli ulteriori interventi di suo figlio Giacomo, diverrà nota come Palazzo di Giacomo Mattei); nel secondo caso ingrandendo le proprie tenute con l'acquisizione di ulteriori terreni circostanti.
Poco prima del sacco di Roma da parte dei lanzichenecchi di Carlo V nel 1527, la famiglia Mattei era già una delle più abbienti della città, seconda solo a quelle cardinalizie per capacità contributiva e numero di "bocche", ossia per numero di membri della famiglia e della servitù e di lavoratori dipendenti (200 per Pietro Antonio e 190 per Ciriaco). Tuttavia, non solo il sacco della città comportò perdite tutto sommato contenute per la famiglia, come dimostra la somma di 8000 scudi versata per riscattare un loro parente dalle truppe imperiali, ma anzi costituì per Pietro Antonio un'occasione senza precedenti di arricchimento e speculazione economica: molti proprietari terrieri ed enti ecclesiastici (tra cui il Capitolo della basilica di San Pietro, l'Ospedale di Santo Spirito e il monastero di San Gregorio), alcuni dei quali avevano in passato dato in affitto diversi appezzamenti a Ludovico e Pietro Antonio, furono costretti, per saldare i numerosi debiti contratti con la Camera apostolica durante l'occupazione di Roma, a vendere i terreni, le tenute e i casali di loro proprietà, e Pietro Antonio ne approfittò per acquistarne in grandi quantità a prezzi irrisori, divenendo uno dei maggiori proprietari terrieri dell'Urbe.
Nel corso della sua vita, Pietro Antonio fu, inoltre, sempre molto attento a evitare il più possibile la dispersione del patrimonio familiare tra i vari rami ed eredi della famiglia. Insieme al nipote Ciriaco, stabilì i diritti dotali delle donne della famiglia Mattei, impegnandosi a maritare le proprie figlie e nipoti (figlie del fratello minore Domenico) con ottimi partiti e a concedere loro ingenti doti di migliaia di ducati, purché esse in cambio rinunciassero ai diritti sull'eredità paterna. Allo stesso modo, raggiunse un accordo con la sorella Brigida affinché essa rinunciasse ai diritti sulle eredità della madre Giovanna e del fratello Bernardino.

## Attività politica
Come suo padre Ludovico e suo nonno Giacomo, anche Pietro Antonio prese parte attiva alla politica e all'amministrazione capitolina. Non sappiamo con certezza quante volte abbia ricoperto cariche pubbliche, poiché i registri dell'epoca sono abbastanza lacunosi, tuttavia sappiamo per certo che fu almeno una volta Priore dei caporioni (nel 1521) e almeno una volta Conservatore di Roma (nel 1525).

## Morte
Pietro Antonio Mattei morì, poco più che cinquantenne, nel 1528. Non è noto il luogo della sua sepoltura.
Nel suo testamento, sempre nell'ottica di evitare il progressivo frazionamento del patrimonio, vincolò tutti i suoi beni immobili in un fedecommesso, una strategia ripresa anche dai suoi vari discendenti che permise ai Mattei di Paganica di mantenere sostanzialmente intatte la loro vaste proprietà fondiarie fin quasi al termine del XVII secolo. Istruì inoltre i figli ad attendere che il fratello più piccolo raggiungesse i vent'anni prima di procedere alla divisione degli altri beni e li esortò a mantenere sempre la concordia e l'unità fra di loro, tratto che caratterizzerà sempre le varie generazioni della famiglia Mattei.